# Os justi (Bruckner)
Os Justi (“la bocca del giusto”), WAB 30, è un mottetto sacro composto da Anton Bruckner nel 1879. Os justi è un canto gregoriano usato come graduale del Commune Doctorum, e come introito I e graduale II del Commune Confessoris non Pontificis.

## Storia
Bruckner compose questo mottetto il 18 luglio 1879, e lo dedicò a Ignaz Traumihler, maestro del coro dell’Abbazia di San Floriano.
Quando Traumihler vide il manoscritto, chiese: "Ist's der ganze Text?" (“è il testo intero?”) Quindi, il 28 luglio 1879 Bruckner aggiunse il verso Inveni David inn stile gregoriano, seguito dalla ripetizione dell’Alleluia.
La prima esecuzione non avvenne, come programmato, il giorno dell’onomastico di Traumihler (31 luglio), ma quattro settimane dopo, il 28 agosto 1879, in occasione della festa di Sant’Agostino, sotto la direzione di Traumihler e con Bruckner all’organo.
L’opera venne pubblicata per la prima volta da Theodor Rättig a Vienna nel 1886, insieme con altri tre graduali: Locus iste, Christus factus est e Virga Jesse. In questa prima edizione, per errore, non vennero stampati il verso aggiunto (Inveni David) e la ripetizione dell’Alleluia (i quali vennero poi, erroneamente, catalogati da Grasberger come un’opera a sé: Inveni David, WAB 40).
Il manoscritto dell’opera, con la sua struttura originaria, è archiviato nella Biblioteca Nazionale Austriaca.

## Testo e musica
Il testo del mottetto è composto da due versi del Salmo 37, che corrisponde al Salmo 36 della Vulgata (Salmo 37:30-31). Il testo del verso aggiuntivo è preso dal Salmo 89 (Salmo 89:20).
| Os justi meditabitur sapientiam: et lingua ejus loquetur judicium. Lex Dei ejus in corde ipsius: et non supplantabuntur gressus ejus. Alleluia. Inveni David servum meum, oleo sancto meo unxi eum. Alleluia. | La bocca del giusto parla con sapienza, E la sua lingua ragiona di giustizia. La legge del suo Dio gli sta nel cuore, E i suoi passi non vacilleranno. Alleluia Ho trovato David mio servo, l'ho unto col santo mio olio. Alleluia |

L’opera originale del 18 luglio 1879, un graduale di 69 misure, è composto in modo lidio per coro a cappella. In due momenti (misure 9-13 e 51-56), il coro si divide in otto voci. La seconda parte, da “Et lingua ejus” (misure 16-42) è un fugato senza alterazione. L’ultima frase, “et non supplantabuntur” (misure 65-69) è cantata pianissimo dal soprano, su un accordo di tonica sostenuto dalle altre voci. È seguito da un Alleluia di due misure, all’unisono, in stile gregoriano.
Il verso aggiuntivo Inveni David è composto per voci maschili all’unisono con l’accompagnamento dell’organo e seguito dalla ripetizione dell’Alleluia. La melodia dell’Alleluia parrebbe presa dall’Alleluia dell’introito In medio ecclesiae della Missa de Doctoribus.
Taumihler era un fervente sostenitore del Movimento Ceciliano, ragion per cui Bruckner compose questo mottetto in modo lidio, senza alcuna alterazione in chiave per tutto il brano, e con un largo uso di accordi non alterati.

## Discografia
La prima registrazione del brano è del 1931:
- Ludwig Berberich, Münchner Domchor – 78 rpm: Christschall 141

La gran parte delle registrazioni si basa sulla prima edizione, talvolta senza Alleluia.
Di seguito, una selezione delle circa 120 registrazioni:
- George Guest, St. John's College Choir Cambridge, The World of St. John's 1958–1977 – LP: Argo ZRG 760, 1973
- Matthew Best, Corydon Singers, Bruckner: Motets – CD: Hyperion CDA66062, 1982
- Elmar Hausmann, Capella Vocale St. Aposteln Köln, Anton Bruckner, Missa solemnis in B, Motetten – LP: Aulos AUL 53 569, 1983
- Wolfgang Schäfer, Freiburg Vocal Ensemble, Anton Bruckner: Motetten – CD: Christophorus 74 501, 1984
- Philippe Herreweghe, la Chapelle Royale/Collegium Vocale, Ensemble Musique Oblique, Bruckner: Messe en mi mineur; Motets – CD: Harmonia Mundi France HMC 901322, 1989
- Joseph Pancik, Prager Kammerchor, Anton Bruckner: Motetten / Choral-Messe – CD: Orfeo C 327 951 A, 1993
- John Eliot Gardiner, Monteverdi Choir, Bruckner: Mass No. 1; Motets – CD: DG 459 674-2, 1998
- Hans-Christoph Rademann, NDR Chor Hamburg, Anton Bruckner: Ave Maria – Carus 83.151, 2000
- Petr Fiala, Czech Philharmonic Choir, Anton Bruckner: Motets – CD: MDG 322 1422-2, 2006
- Marcus Creed, SWR Symphony Orchestra and Stuttgart-Radio Vocal Ensemble, Mass in E minor and Motets – CD: Hänssler Classic SACD 93.199, 2007
- Stephen Layton, Polyphony Choir, Bruckner: Mass in E minor & Motets – CD: Hyperion CDA 67629, 2007
- Erwin Ortner, Arnold Schoenberg Chor, Anton Bruckner: Tantum ergo – CD: ASC Edition 3, issue of the choir, 2008

Ci sono solo alcune registrazioni con il mottetto intero, vale a dire con il verso Inveni David:
- Robert Jones, Choir of St. Bride's Church, Bruckner: Motets – CD: Naxos 8.550956, 1994
- Rupert Huber, Südfunkchor Stuttgart, Romantische Chormusik – CD: Hänssler 91 106, 1996; also on YouTube - verse harmonised and sung a cappella
- Duncan Ferguson, Choir of St. Mary's Cathedral of Edinburgh, Bruckner: Motets – CD: Delphian Records DCD34071, 2010